# Псевдо-Зілахі тема
Тема псевдо-Зілахі — тема в шаховій композиції кооперативного жанру. Суть теми — чергування функцій білих фігур — білі пішаки в одній фазі є жертовні, а в другій фазі, досягнувши 8-ї горизонталі, перетворюються на певну фігуру і оголошують мат.

## Історія
Російський шаховий композитор Олексій Івунін в українському шаховому журналі «Проблеміст України» № 2(48) 2016 року опублікував статтю «Зілахі — не-Зілахі». В цій статті описано ряд ідей, споріднених з темою Зілахі, зокрема є опис ідеї, яку виразив Ласло Лінднер. Ця ідея до цього часу називалася «перетворений Зілахі». В задачі проходить чергування функцій білих фігур: в одній фазі жертвується білий пішак, а в другій фазі цей пішак на 8-й горизонталі перетворюється на фігуру і матує. Олексій Івунін спочатку запропонував, щоб цю ідею назвати — тема Лінднера, але з огляду на те, що цю ж ідею виразили інші шахові композитори набагато раніше Лінднера, то ідеї  «перетворений Зілахі» дано назву — тема псевдо-Зілахі. Тема може бути виражена і в циклічній формі, де має бути, як мінімум, три фази, можливе подвоєння теми, коли є дві пари тематичних рішень. 
|   | a | b | c | d | e | f | g | h |   |
| 8 | f8 чорний слон · g8 чорний король · h8 чорна тура · e7 чорний пішак · f7 чорний кінь · h7 білий кінь · f6 білий пішак · h5 білий пішак · g4 білий король | f8 чорний слон · g8 чорний король · h8 чорна тура · e7 чорний пішак · f7 чорний кінь · h7 білий кінь · f6 білий пішак · h5 білий пішак · g4 білий король | f8 чорний слон · g8 чорний король · h8 чорна тура · e7 чорний пішак · f7 чорний кінь · h7 білий кінь · f6 білий пішак · h5 білий пішак · g4 білий король | f8 чорний слон · g8 чорний король · h8 чорна тура · e7 чорний пішак · f7 чорний кінь · h7 білий кінь · f6 білий пішак · h5 білий пішак · g4 білий король | f8 чорний слон · g8 чорний король · h8 чорна тура · e7 чорний пішак · f7 чорний кінь · h7 білий кінь · f6 білий пішак · h5 білий пішак · g4 білий король | f8 чорний слон · g8 чорний король · h8 чорна тура · e7 чорний пішак · f7 чорний кінь · h7 білий кінь · f6 білий пішак · h5 білий пішак · g4 білий король | f8 чорний слон · g8 чорний король · h8 чорна тура · e7 чорний пішак · f7 чорний кінь · h7 білий кінь · f6 білий пішак · h5 білий пішак · g4 білий король | f8 чорний слон · g8 чорний король · h8 чорна тура · e7 чорний пішак · f7 чорний кінь · h7 білий кінь · f6 білий пішак · h5 білий пішак · g4 білий король | 8 |
| 7 | f8 чорний слон · g8 чорний король · h8 чорна тура · e7 чорний пішак · f7 чорний кінь · h7 білий кінь · f6 білий пішак · h5 білий пішак · g4 білий король | f8 чорний слон · g8 чорний король · h8 чорна тура · e7 чорний пішак · f7 чорний кінь · h7 білий кінь · f6 білий пішак · h5 білий пішак · g4 білий король | f8 чорний слон · g8 чорний король · h8 чорна тура · e7 чорний пішак · f7 чорний кінь · h7 білий кінь · f6 білий пішак · h5 білий пішак · g4 білий король | f8 чорний слон · g8 чорний король · h8 чорна тура · e7 чорний пішак · f7 чорний кінь · h7 білий кінь · f6 білий пішак · h5 білий пішак · g4 білий король | f8 чорний слон · g8 чорний король · h8 чорна тура · e7 чорний пішак · f7 чорний кінь · h7 білий кінь · f6 білий пішак · h5 білий пішак · g4 білий король | f8 чорний слон · g8 чорний король · h8 чорна тура · e7 чорний пішак · f7 чорний кінь · h7 білий кінь · f6 білий пішак · h5 білий пішак · g4 білий король | f8 чорний слон · g8 чорний король · h8 чорна тура · e7 чорний пішак · f7 чорний кінь · h7 білий кінь · f6 білий пішак · h5 білий пішак · g4 білий король | f8 чорний слон · g8 чорний король · h8 чорна тура · e7 чорний пішак · f7 чорний кінь · h7 білий кінь · f6 білий пішак · h5 білий пішак · g4 білий король | 7 |
| 6 | f8 чорний слон · g8 чорний король · h8 чорна тура · e7 чорний пішак · f7 чорний кінь · h7 білий кінь · f6 білий пішак · h5 білий пішак · g4 білий король | f8 чорний слон · g8 чорний король · h8 чорна тура · e7 чорний пішак · f7 чорний кінь · h7 білий кінь · f6 білий пішак · h5 білий пішак · g4 білий король | f8 чорний слон · g8 чорний король · h8 чорна тура · e7 чорний пішак · f7 чорний кінь · h7 білий кінь · f6 білий пішак · h5 білий пішак · g4 білий король | f8 чорний слон · g8 чорний король · h8 чорна тура · e7 чорний пішак · f7 чорний кінь · h7 білий кінь · f6 білий пішак · h5 білий пішак · g4 білий король | f8 чорний слон · g8 чорний король · h8 чорна тура · e7 чорний пішак · f7 чорний кінь · h7 білий кінь · f6 білий пішак · h5 білий пішак · g4 білий король | f8 чорний слон · g8 чорний король · h8 чорна тура · e7 чорний пішак · f7 чорний кінь · h7 білий кінь · f6 білий пішак · h5 білий пішак · g4 білий король | f8 чорний слон · g8 чорний король · h8 чорна тура · e7 чорний пішак · f7 чорний кінь · h7 білий кінь · f6 білий пішак · h5 білий пішак · g4 білий король | f8 чорний слон · g8 чорний король · h8 чорна тура · e7 чорний пішак · f7 чорний кінь · h7 білий кінь · f6 білий пішак · h5 білий пішак · g4 білий король | 6 |
| 5 | f8 чорний слон · g8 чорний король · h8 чорна тура · e7 чорний пішак · f7 чорний кінь · h7 білий кінь · f6 білий пішак · h5 білий пішак · g4 білий король | f8 чорний слон · g8 чорний король · h8 чорна тура · e7 чорний пішак · f7 чорний кінь · h7 білий кінь · f6 білий пішак · h5 білий пішак · g4 білий король | f8 чорний слон · g8 чорний король · h8 чорна тура · e7 чорний пішак · f7 чорний кінь · h7 білий кінь · f6 білий пішак · h5 білий пішак · g4 білий король | f8 чорний слон · g8 чорний король · h8 чорна тура · e7 чорний пішак · f7 чорний кінь · h7 білий кінь · f6 білий пішак · h5 білий пішак · g4 білий король | f8 чорний слон · g8 чорний король · h8 чорна тура · e7 чорний пішак · f7 чорний кінь · h7 білий кінь · f6 білий пішак · h5 білий пішак · g4 білий король | f8 чорний слон · g8 чорний король · h8 чорна тура · e7 чорний пішак · f7 чорний кінь · h7 білий кінь · f6 білий пішак · h5 білий пішак · g4 білий король | f8 чорний слон · g8 чорний король · h8 чорна тура · e7 чорний пішак · f7 чорний кінь · h7 білий кінь · f6 білий пішак · h5 білий пішак · g4 білий король | f8 чорний слон · g8 чорний король · h8 чорна тура · e7 чорний пішак · f7 чорний кінь · h7 білий кінь · f6 білий пішак · h5 білий пішак · g4 білий король | 5 |
| 4 | f8 чорний слон · g8 чорний король · h8 чорна тура · e7 чорний пішак · f7 чорний кінь · h7 білий кінь · f6 білий пішак · h5 білий пішак · g4 білий король | f8 чорний слон · g8 чорний король · h8 чорна тура · e7 чорний пішак · f7 чорний кінь · h7 білий кінь · f6 білий пішак · h5 білий пішак · g4 білий король | f8 чорний слон · g8 чорний король · h8 чорна тура · e7 чорний пішак · f7 чорний кінь · h7 білий кінь · f6 білий пішак · h5 білий пішак · g4 білий король | f8 чорний слон · g8 чорний король · h8 чорна тура · e7 чорний пішак · f7 чорний кінь · h7 білий кінь · f6 білий пішак · h5 білий пішак · g4 білий король | f8 чорний слон · g8 чорний король · h8 чорна тура · e7 чорний пішак · f7 чорний кінь · h7 білий кінь · f6 білий пішак · h5 білий пішак · g4 білий король | f8 чорний слон · g8 чорний король · h8 чорна тура · e7 чорний пішак · f7 чорний кінь · h7 білий кінь · f6 білий пішак · h5 білий пішак · g4 білий король | f8 чорний слон · g8 чорний король · h8 чорна тура · e7 чорний пішак · f7 чорний кінь · h7 білий кінь · f6 білий пішак · h5 білий пішак · g4 білий король | f8 чорний слон · g8 чорний король · h8 чорна тура · e7 чорний пішак · f7 чорний кінь · h7 білий кінь · f6 білий пішак · h5 білий пішак · g4 білий король | 4 |
| 3 | f8 чорний слон · g8 чорний король · h8 чорна тура · e7 чорний пішак · f7 чорний кінь · h7 білий кінь · f6 білий пішак · h5 білий пішак · g4 білий король | f8 чорний слон · g8 чорний король · h8 чорна тура · e7 чорний пішак · f7 чорний кінь · h7 білий кінь · f6 білий пішак · h5 білий пішак · g4 білий король | f8 чорний слон · g8 чорний король · h8 чорна тура · e7 чорний пішак · f7 чорний кінь · h7 білий кінь · f6 білий пішак · h5 білий пішак · g4 білий король | f8 чорний слон · g8 чорний король · h8 чорна тура · e7 чорний пішак · f7 чорний кінь · h7 білий кінь · f6 білий пішак · h5 білий пішак · g4 білий король | f8 чорний слон · g8 чорний король · h8 чорна тура · e7 чорний пішак · f7 чорний кінь · h7 білий кінь · f6 білий пішак · h5 білий пішак · g4 білий король | f8 чорний слон · g8 чорний король · h8 чорна тура · e7 чорний пішак · f7 чорний кінь · h7 білий кінь · f6 білий пішак · h5 білий пішак · g4 білий король | f8 чорний слон · g8 чорний король · h8 чорна тура · e7 чорний пішак · f7 чорний кінь · h7 білий кінь · f6 білий пішак · h5 білий пішак · g4 білий король | f8 чорний слон · g8 чорний король · h8 чорна тура · e7 чорний пішак · f7 чорний кінь · h7 білий кінь · f6 білий пішак · h5 білий пішак · g4 білий король | 3 |
| 2 | f8 чорний слон · g8 чорний король · h8 чорна тура · e7 чорний пішак · f7 чорний кінь · h7 білий кінь · f6 білий пішак · h5 білий пішак · g4 білий король | f8 чорний слон · g8 чорний король · h8 чорна тура · e7 чорний пішак · f7 чорний кінь · h7 білий кінь · f6 білий пішак · h5 білий пішак · g4 білий король | f8 чорний слон · g8 чорний король · h8 чорна тура · e7 чорний пішак · f7 чорний кінь · h7 білий кінь · f6 білий пішак · h5 білий пішак · g4 білий король | f8 чорний слон · g8 чорний король · h8 чорна тура · e7 чорний пішак · f7 чорний кінь · h7 білий кінь · f6 білий пішак · h5 білий пішак · g4 білий король | f8 чорний слон · g8 чорний король · h8 чорна тура · e7 чорний пішак · f7 чорний кінь · h7 білий кінь · f6 білий пішак · h5 білий пішак · g4 білий король | f8 чорний слон · g8 чорний король · h8 чорна тура · e7 чорний пішак · f7 чорний кінь · h7 білий кінь · f6 білий пішак · h5 білий пішак · g4 білий король | f8 чорний слон · g8 чорний король · h8 чорна тура · e7 чорний пішак · f7 чорний кінь · h7 білий кінь · f6 білий пішак · h5 білий пішак · g4 білий король | f8 чорний слон · g8 чорний король · h8 чорна тура · e7 чорний пішак · f7 чорний кінь · h7 білий кінь · f6 білий пішак · h5 білий пішак · g4 білий король | 2 |
| 1 | f8 чорний слон · g8 чорний король · h8 чорна тура · e7 чорний пішак · f7 чорний кінь · h7 білий кінь · f6 білий пішак · h5 білий пішак · g4 білий король | f8 чорний слон · g8 чорний король · h8 чорна тура · e7 чорний пішак · f7 чорний кінь · h7 білий кінь · f6 білий пішак · h5 білий пішак · g4 білий король | f8 чорний слон · g8 чорний король · h8 чорна тура · e7 чорний пішак · f7 чорний кінь · h7 білий кінь · f6 білий пішак · h5 білий пішак · g4 білий король | f8 чорний слон · g8 чорний король · h8 чорна тура · e7 чорний пішак · f7 чорний кінь · h7 білий кінь · f6 білий пішак · h5 білий пішак · g4 білий король | f8 чорний слон · g8 чорний король · h8 чорна тура · e7 чорний пішак · f7 чорний кінь · h7 білий кінь · f6 білий пішак · h5 білий пішак · g4 білий король | f8 чорний слон · g8 чорний король · h8 чорна тура · e7 чорний пішак · f7 чорний кінь · h7 білий кінь · f6 білий пішак · h5 білий пішак · g4 білий король | f8 чорний слон · g8 чорний король · h8 чорна тура · e7 чорний пішак · f7 чорний кінь · h7 білий кінь · f6 білий пішак · h5 білий пішак · g4 білий король | f8 чорний слон · g8 чорний король · h8 чорна тура · e7 чорний пішак · f7 чорний кінь · h7 білий кінь · f6 білий пішак · h5 білий пішак · g4 білий король | 1 |
|   | a | b | c | d | e | f | g | h |   |

FEN: 5bkr/4pn1N/5P2/7P/6K1/8/8/8
1. ...     h6  2. ef6 Sxf6#
1. Rxh7 fe7 2. Kh8 efQ#
В одній із фаз проходить тема псевдо-Зілахі, оскільки матує перетворений пішак.

## Публікації задач до Зілахі
Існує ряд ранніх публікацій задач на ідею, яка має тепер назву — тема псевдо-Зілахі. В той час були в моді задачі-блоки,  в яких перша фаза задачі була ілюзорна гра , а друга фаза — рішення.
|   | a | b | c | d | e | f | g | h |   |
| 8 | a8 білий король · c8 чорний кінь · h8 чорний кінь · d7 чорний слон · e7 білий пішак · g7 чорна тура · h7 чорний король · h6 чорний ферзь · b5 чорна тура · f5 білий пішак · f2 чорний слон | a8 білий король · c8 чорний кінь · h8 чорний кінь · d7 чорний слон · e7 білий пішак · g7 чорна тура · h7 чорний король · h6 чорний ферзь · b5 чорна тура · f5 білий пішак · f2 чорний слон | a8 білий король · c8 чорний кінь · h8 чорний кінь · d7 чорний слон · e7 білий пішак · g7 чорна тура · h7 чорний король · h6 чорний ферзь · b5 чорна тура · f5 білий пішак · f2 чорний слон | a8 білий король · c8 чорний кінь · h8 чорний кінь · d7 чорний слон · e7 білий пішак · g7 чорна тура · h7 чорний король · h6 чорний ферзь · b5 чорна тура · f5 білий пішак · f2 чорний слон | a8 білий король · c8 чорний кінь · h8 чорний кінь · d7 чорний слон · e7 білий пішак · g7 чорна тура · h7 чорний король · h6 чорний ферзь · b5 чорна тура · f5 білий пішак · f2 чорний слон | a8 білий король · c8 чорний кінь · h8 чорний кінь · d7 чорний слон · e7 білий пішак · g7 чорна тура · h7 чорний король · h6 чорний ферзь · b5 чорна тура · f5 білий пішак · f2 чорний слон | a8 білий король · c8 чорний кінь · h8 чорний кінь · d7 чорний слон · e7 білий пішак · g7 чорна тура · h7 чорний король · h6 чорний ферзь · b5 чорна тура · f5 білий пішак · f2 чорний слон | a8 білий король · c8 чорний кінь · h8 чорний кінь · d7 чорний слон · e7 білий пішак · g7 чорна тура · h7 чорний король · h6 чорний ферзь · b5 чорна тура · f5 білий пішак · f2 чорний слон | 8 |
| 7 | a8 білий король · c8 чорний кінь · h8 чорний кінь · d7 чорний слон · e7 білий пішак · g7 чорна тура · h7 чорний король · h6 чорний ферзь · b5 чорна тура · f5 білий пішак · f2 чорний слон | a8 білий король · c8 чорний кінь · h8 чорний кінь · d7 чорний слон · e7 білий пішак · g7 чорна тура · h7 чорний король · h6 чорний ферзь · b5 чорна тура · f5 білий пішак · f2 чорний слон | a8 білий король · c8 чорний кінь · h8 чорний кінь · d7 чорний слон · e7 білий пішак · g7 чорна тура · h7 чорний король · h6 чорний ферзь · b5 чорна тура · f5 білий пішак · f2 чорний слон | a8 білий король · c8 чорний кінь · h8 чорний кінь · d7 чорний слон · e7 білий пішак · g7 чорна тура · h7 чорний король · h6 чорний ферзь · b5 чорна тура · f5 білий пішак · f2 чорний слон | a8 білий король · c8 чорний кінь · h8 чорний кінь · d7 чорний слон · e7 білий пішак · g7 чорна тура · h7 чорний король · h6 чорний ферзь · b5 чорна тура · f5 білий пішак · f2 чорний слон | a8 білий король · c8 чорний кінь · h8 чорний кінь · d7 чорний слон · e7 білий пішак · g7 чорна тура · h7 чорний король · h6 чорний ферзь · b5 чорна тура · f5 білий пішак · f2 чорний слон | a8 білий король · c8 чорний кінь · h8 чорний кінь · d7 чорний слон · e7 білий пішак · g7 чорна тура · h7 чорний король · h6 чорний ферзь · b5 чорна тура · f5 білий пішак · f2 чорний слон | a8 білий король · c8 чорний кінь · h8 чорний кінь · d7 чорний слон · e7 білий пішак · g7 чорна тура · h7 чорний король · h6 чорний ферзь · b5 чорна тура · f5 білий пішак · f2 чорний слон | 7 |
| 6 | a8 білий король · c8 чорний кінь · h8 чорний кінь · d7 чорний слон · e7 білий пішак · g7 чорна тура · h7 чорний король · h6 чорний ферзь · b5 чорна тура · f5 білий пішак · f2 чорний слон | a8 білий король · c8 чорний кінь · h8 чорний кінь · d7 чорний слон · e7 білий пішак · g7 чорна тура · h7 чорний король · h6 чорний ферзь · b5 чорна тура · f5 білий пішак · f2 чорний слон | a8 білий король · c8 чорний кінь · h8 чорний кінь · d7 чорний слон · e7 білий пішак · g7 чорна тура · h7 чорний король · h6 чорний ферзь · b5 чорна тура · f5 білий пішак · f2 чорний слон | a8 білий король · c8 чорний кінь · h8 чорний кінь · d7 чорний слон · e7 білий пішак · g7 чорна тура · h7 чорний король · h6 чорний ферзь · b5 чорна тура · f5 білий пішак · f2 чорний слон | a8 білий король · c8 чорний кінь · h8 чорний кінь · d7 чорний слон · e7 білий пішак · g7 чорна тура · h7 чорний король · h6 чорний ферзь · b5 чорна тура · f5 білий пішак · f2 чорний слон | a8 білий король · c8 чорний кінь · h8 чорний кінь · d7 чорний слон · e7 білий пішак · g7 чорна тура · h7 чорний король · h6 чорний ферзь · b5 чорна тура · f5 білий пішак · f2 чорний слон | a8 білий король · c8 чорний кінь · h8 чорний кінь · d7 чорний слон · e7 білий пішак · g7 чорна тура · h7 чорний король · h6 чорний ферзь · b5 чорна тура · f5 білий пішак · f2 чорний слон | a8 білий король · c8 чорний кінь · h8 чорний кінь · d7 чорний слон · e7 білий пішак · g7 чорна тура · h7 чорний король · h6 чорний ферзь · b5 чорна тура · f5 білий пішак · f2 чорний слон | 6 |
| 5 | a8 білий король · c8 чорний кінь · h8 чорний кінь · d7 чорний слон · e7 білий пішак · g7 чорна тура · h7 чорний король · h6 чорний ферзь · b5 чорна тура · f5 білий пішак · f2 чорний слон | a8 білий король · c8 чорний кінь · h8 чорний кінь · d7 чорний слон · e7 білий пішак · g7 чорна тура · h7 чорний король · h6 чорний ферзь · b5 чорна тура · f5 білий пішак · f2 чорний слон | a8 білий король · c8 чорний кінь · h8 чорний кінь · d7 чорний слон · e7 білий пішак · g7 чорна тура · h7 чорний король · h6 чорний ферзь · b5 чорна тура · f5 білий пішак · f2 чорний слон | a8 білий король · c8 чорний кінь · h8 чорний кінь · d7 чорний слон · e7 білий пішак · g7 чорна тура · h7 чорний король · h6 чорний ферзь · b5 чорна тура · f5 білий пішак · f2 чорний слон | a8 білий король · c8 чорний кінь · h8 чорний кінь · d7 чорний слон · e7 білий пішак · g7 чорна тура · h7 чорний король · h6 чорний ферзь · b5 чорна тура · f5 білий пішак · f2 чорний слон | a8 білий король · c8 чорний кінь · h8 чорний кінь · d7 чорний слон · e7 білий пішак · g7 чорна тура · h7 чорний король · h6 чорний ферзь · b5 чорна тура · f5 білий пішак · f2 чорний слон | a8 білий король · c8 чорний кінь · h8 чорний кінь · d7 чорний слон · e7 білий пішак · g7 чорна тура · h7 чорний король · h6 чорний ферзь · b5 чорна тура · f5 білий пішак · f2 чорний слон | a8 білий король · c8 чорний кінь · h8 чорний кінь · d7 чорний слон · e7 білий пішак · g7 чорна тура · h7 чорний король · h6 чорний ферзь · b5 чорна тура · f5 білий пішак · f2 чорний слон | 5 |
| 4 | a8 білий король · c8 чорний кінь · h8 чорний кінь · d7 чорний слон · e7 білий пішак · g7 чорна тура · h7 чорний король · h6 чорний ферзь · b5 чорна тура · f5 білий пішак · f2 чорний слон | a8 білий король · c8 чорний кінь · h8 чорний кінь · d7 чорний слон · e7 білий пішак · g7 чорна тура · h7 чорний король · h6 чорний ферзь · b5 чорна тура · f5 білий пішак · f2 чорний слон | a8 білий король · c8 чорний кінь · h8 чорний кінь · d7 чорний слон · e7 білий пішак · g7 чорна тура · h7 чорний король · h6 чорний ферзь · b5 чорна тура · f5 білий пішак · f2 чорний слон | a8 білий король · c8 чорний кінь · h8 чорний кінь · d7 чорний слон · e7 білий пішак · g7 чорна тура · h7 чорний король · h6 чорний ферзь · b5 чорна тура · f5 білий пішак · f2 чорний слон | a8 білий король · c8 чорний кінь · h8 чорний кінь · d7 чорний слон · e7 білий пішак · g7 чорна тура · h7 чорний король · h6 чорний ферзь · b5 чорна тура · f5 білий пішак · f2 чорний слон | a8 білий король · c8 чорний кінь · h8 чорний кінь · d7 чорний слон · e7 білий пішак · g7 чорна тура · h7 чорний король · h6 чорний ферзь · b5 чорна тура · f5 білий пішак · f2 чорний слон | a8 білий король · c8 чорний кінь · h8 чорний кінь · d7 чорний слон · e7 білий пішак · g7 чорна тура · h7 чорний король · h6 чорний ферзь · b5 чорна тура · f5 білий пішак · f2 чорний слон | a8 білий король · c8 чорний кінь · h8 чорний кінь · d7 чорний слон · e7 білий пішак · g7 чорна тура · h7 чорний король · h6 чорний ферзь · b5 чорна тура · f5 білий пішак · f2 чорний слон | 4 |
| 3 | a8 білий король · c8 чорний кінь · h8 чорний кінь · d7 чорний слон · e7 білий пішак · g7 чорна тура · h7 чорний король · h6 чорний ферзь · b5 чорна тура · f5 білий пішак · f2 чорний слон | a8 білий король · c8 чорний кінь · h8 чорний кінь · d7 чорний слон · e7 білий пішак · g7 чорна тура · h7 чорний король · h6 чорний ферзь · b5 чорна тура · f5 білий пішак · f2 чорний слон | a8 білий король · c8 чорний кінь · h8 чорний кінь · d7 чорний слон · e7 білий пішак · g7 чорна тура · h7 чорний король · h6 чорний ферзь · b5 чорна тура · f5 білий пішак · f2 чорний слон | a8 білий король · c8 чорний кінь · h8 чорний кінь · d7 чорний слон · e7 білий пішак · g7 чорна тура · h7 чорний король · h6 чорний ферзь · b5 чорна тура · f5 білий пішак · f2 чорний слон | a8 білий король · c8 чорний кінь · h8 чорний кінь · d7 чорний слон · e7 білий пішак · g7 чорна тура · h7 чорний король · h6 чорний ферзь · b5 чорна тура · f5 білий пішак · f2 чорний слон | a8 білий король · c8 чорний кінь · h8 чорний кінь · d7 чорний слон · e7 білий пішак · g7 чорна тура · h7 чорний король · h6 чорний ферзь · b5 чорна тура · f5 білий пішак · f2 чорний слон | a8 білий король · c8 чорний кінь · h8 чорний кінь · d7 чорний слон · e7 білий пішак · g7 чорна тура · h7 чорний король · h6 чорний ферзь · b5 чорна тура · f5 білий пішак · f2 чорний слон | a8 білий король · c8 чорний кінь · h8 чорний кінь · d7 чорний слон · e7 білий пішак · g7 чорна тура · h7 чорний король · h6 чорний ферзь · b5 чорна тура · f5 білий пішак · f2 чорний слон | 3 |
| 2 | a8 білий король · c8 чорний кінь · h8 чорний кінь · d7 чорний слон · e7 білий пішак · g7 чорна тура · h7 чорний король · h6 чорний ферзь · b5 чорна тура · f5 білий пішак · f2 чорний слон | a8 білий король · c8 чорний кінь · h8 чорний кінь · d7 чорний слон · e7 білий пішак · g7 чорна тура · h7 чорний король · h6 чорний ферзь · b5 чорна тура · f5 білий пішак · f2 чорний слон | a8 білий король · c8 чорний кінь · h8 чорний кінь · d7 чорний слон · e7 білий пішак · g7 чорна тура · h7 чорний король · h6 чорний ферзь · b5 чорна тура · f5 білий пішак · f2 чорний слон | a8 білий король · c8 чорний кінь · h8 чорний кінь · d7 чорний слон · e7 білий пішак · g7 чорна тура · h7 чорний король · h6 чорний ферзь · b5 чорна тура · f5 білий пішак · f2 чорний слон | a8 білий король · c8 чорний кінь · h8 чорний кінь · d7 чорний слон · e7 білий пішак · g7 чорна тура · h7 чорний король · h6 чорний ферзь · b5 чорна тура · f5 білий пішак · f2 чорний слон | a8 білий король · c8 чорний кінь · h8 чорний кінь · d7 чорний слон · e7 білий пішак · g7 чорна тура · h7 чорний король · h6 чорний ферзь · b5 чорна тура · f5 білий пішак · f2 чорний слон | a8 білий король · c8 чорний кінь · h8 чорний кінь · d7 чорний слон · e7 білий пішак · g7 чорна тура · h7 чорний король · h6 чорний ферзь · b5 чорна тура · f5 білий пішак · f2 чорний слон | a8 білий король · c8 чорний кінь · h8 чорний кінь · d7 чорний слон · e7 білий пішак · g7 чорна тура · h7 чорний король · h6 чорний ферзь · b5 чорна тура · f5 білий пішак · f2 чорний слон | 2 |
| 1 | a8 білий король · c8 чорний кінь · h8 чорний кінь · d7 чорний слон · e7 білий пішак · g7 чорна тура · h7 чорний король · h6 чорний ферзь · b5 чорна тура · f5 білий пішак · f2 чорний слон | a8 білий король · c8 чорний кінь · h8 чорний кінь · d7 чорний слон · e7 білий пішак · g7 чорна тура · h7 чорний король · h6 чорний ферзь · b5 чорна тура · f5 білий пішак · f2 чорний слон | a8 білий король · c8 чорний кінь · h8 чорний кінь · d7 чорний слон · e7 білий пішак · g7 чорна тура · h7 чорний король · h6 чорний ферзь · b5 чорна тура · f5 білий пішак · f2 чорний слон | a8 білий король · c8 чорний кінь · h8 чорний кінь · d7 чорний слон · e7 білий пішак · g7 чорна тура · h7 чорний король · h6 чорний ферзь · b5 чорна тура · f5 білий пішак · f2 чорний слон | a8 білий король · c8 чорний кінь · h8 чорний кінь · d7 чорний слон · e7 білий пішак · g7 чорна тура · h7 чорний король · h6 чорний ферзь · b5 чорна тура · f5 білий пішак · f2 чорний слон | a8 білий король · c8 чорний кінь · h8 чорний кінь · d7 чорний слон · e7 білий пішак · g7 чорна тура · h7 чорний король · h6 чорний ферзь · b5 чорна тура · f5 білий пішак · f2 чорний слон | a8 білий король · c8 чорний кінь · h8 чорний кінь · d7 чорний слон · e7 білий пішак · g7 чорна тура · h7 чорний король · h6 чорний ферзь · b5 чорна тура · f5 білий пішак · f2 чорний слон | a8 білий король · c8 чорний кінь · h8 чорний кінь · d7 чорний слон · e7 білий пішак · g7 чорна тура · h7 чорний король · h6 чорний ферзь · b5 чорна тура · f5 білий пішак · f2 чорний слон | 1 |
|   | a | b | c | d | e | f | g | h |   |

FEN: K1n4n/3bP1rk/7q/1r3P2/8/8/5b2/8

1. Bxf5 e8S 2. Bg6 Sf6#
1. ... f6 2. Sxe7 f7 3. Sg8 f8S#
Перша фаза теми пройшла в ілюзорній грі, а друга в дійсній грі.
Задача на цю ідею опублікована на 3 роки раніше від першої публікації З. Зілахі.
|   | a                                                                                    | b                                                                                    | c                                                                                    | d                                                                                    | e                                                                                    | f                                                                                    | g                                                                                    | h                                                                                    |   |
| 8 | a8 чорний король · c8 білий король · a7 білий пішак · a6 чорна тура · b6 білий пішак | a8 чорний король · c8 білий король · a7 білий пішак · a6 чорна тура · b6 білий пішак | a8 чорний король · c8 білий король · a7 білий пішак · a6 чорна тура · b6 білий пішак | a8 чорний король · c8 білий король · a7 білий пішак · a6 чорна тура · b6 білий пішак | a8 чорний король · c8 білий король · a7 білий пішак · a6 чорна тура · b6 білий пішак | a8 чорний король · c8 білий король · a7 білий пішак · a6 чорна тура · b6 білий пішак | a8 чорний король · c8 білий король · a7 білий пішак · a6 чорна тура · b6 білий пішак | a8 чорний король · c8 білий король · a7 білий пішак · a6 чорна тура · b6 білий пішак | 8 |
| 7 | a8 чорний король · c8 білий король · a7 білий пішак · a6 чорна тура · b6 білий пішак | a8 чорний король · c8 білий король · a7 білий пішак · a6 чорна тура · b6 білий пішак | a8 чорний король · c8 білий король · a7 білий пішак · a6 чорна тура · b6 білий пішак | a8 чорний король · c8 білий король · a7 білий пішак · a6 чорна тура · b6 білий пішак | a8 чорний король · c8 білий король · a7 білий пішак · a6 чорна тура · b6 білий пішак | a8 чорний король · c8 білий король · a7 білий пішак · a6 чорна тура · b6 білий пішак | a8 чорний король · c8 білий король · a7 білий пішак · a6 чорна тура · b6 білий пішак | a8 чорний король · c8 білий король · a7 білий пішак · a6 чорна тура · b6 білий пішак | 7 |
| 6 | a8 чорний король · c8 білий король · a7 білий пішак · a6 чорна тура · b6 білий пішак | a8 чорний король · c8 білий король · a7 білий пішак · a6 чорна тура · b6 білий пішак | a8 чорний король · c8 білий король · a7 білий пішак · a6 чорна тура · b6 білий пішак | a8 чорний король · c8 білий король · a7 білий пішак · a6 чорна тура · b6 білий пішак | a8 чорний король · c8 білий король · a7 білий пішак · a6 чорна тура · b6 білий пішак | a8 чорний король · c8 білий король · a7 білий пішак · a6 чорна тура · b6 білий пішак | a8 чорний король · c8 білий король · a7 білий пішак · a6 чорна тура · b6 білий пішак | a8 чорний король · c8 білий король · a7 білий пішак · a6 чорна тура · b6 білий пішак | 6 |
| 5 | a8 чорний король · c8 білий король · a7 білий пішак · a6 чорна тура · b6 білий пішак | a8 чорний король · c8 білий король · a7 білий пішак · a6 чорна тура · b6 білий пішак | a8 чорний король · c8 білий король · a7 білий пішак · a6 чорна тура · b6 білий пішак | a8 чорний король · c8 білий король · a7 білий пішак · a6 чорна тура · b6 білий пішак | a8 чорний король · c8 білий король · a7 білий пішак · a6 чорна тура · b6 білий пішак | a8 чорний король · c8 білий король · a7 білий пішак · a6 чорна тура · b6 білий пішак | a8 чорний король · c8 білий король · a7 білий пішак · a6 чорна тура · b6 білий пішак | a8 чорний король · c8 білий король · a7 білий пішак · a6 чорна тура · b6 білий пішак | 5 |
| 4 | a8 чорний король · c8 білий король · a7 білий пішак · a6 чорна тура · b6 білий пішак | a8 чорний король · c8 білий король · a7 білий пішак · a6 чорна тура · b6 білий пішак | a8 чорний король · c8 білий король · a7 білий пішак · a6 чорна тура · b6 білий пішак | a8 чорний король · c8 білий король · a7 білий пішак · a6 чорна тура · b6 білий пішак | a8 чорний король · c8 білий король · a7 білий пішак · a6 чорна тура · b6 білий пішак | a8 чорний король · c8 білий король · a7 білий пішак · a6 чорна тура · b6 білий пішак | a8 чорний король · c8 білий король · a7 білий пішак · a6 чорна тура · b6 білий пішак | a8 чорний король · c8 білий король · a7 білий пішак · a6 чорна тура · b6 білий пішак | 4 |
| 3 | a8 чорний король · c8 білий король · a7 білий пішак · a6 чорна тура · b6 білий пішак | a8 чорний король · c8 білий король · a7 білий пішак · a6 чорна тура · b6 білий пішак | a8 чорний король · c8 білий король · a7 білий пішак · a6 чорна тура · b6 білий пішак | a8 чорний король · c8 білий король · a7 білий пішак · a6 чорна тура · b6 білий пішак | a8 чорний король · c8 білий король · a7 білий пішак · a6 чорна тура · b6 білий пішак | a8 чорний король · c8 білий король · a7 білий пішак · a6 чорна тура · b6 білий пішак | a8 чорний король · c8 білий король · a7 білий пішак · a6 чорна тура · b6 білий пішак | a8 чорний король · c8 білий король · a7 білий пішак · a6 чорна тура · b6 білий пішак | 3 |
| 2 | a8 чорний король · c8 білий король · a7 білий пішак · a6 чорна тура · b6 білий пішак | a8 чорний король · c8 білий король · a7 білий пішак · a6 чорна тура · b6 білий пішак | a8 чорний король · c8 білий король · a7 білий пішак · a6 чорна тура · b6 білий пішак | a8 чорний король · c8 білий король · a7 білий пішак · a6 чорна тура · b6 білий пішак | a8 чорний король · c8 білий король · a7 білий пішак · a6 чорна тура · b6 білий пішак | a8 чорний король · c8 білий король · a7 білий пішак · a6 чорна тура · b6 білий пішак | a8 чорний король · c8 білий король · a7 білий пішак · a6 чорна тура · b6 білий пішак | a8 чорний король · c8 білий король · a7 білий пішак · a6 чорна тура · b6 білий пішак | 2 |
| 1 | a8 чорний король · c8 білий король · a7 білий пішак · a6 чорна тура · b6 білий пішак | a8 чорний король · c8 білий король · a7 білий пішак · a6 чорна тура · b6 білий пішак | a8 чорний король · c8 білий король · a7 білий пішак · a6 чорна тура · b6 білий пішак | a8 чорний король · c8 білий король · a7 білий пішак · a6 чорна тура · b6 білий пішак | a8 чорний король · c8 білий король · a7 білий пішак · a6 чорна тура · b6 білий пішак | a8 чорний король · c8 білий король · a7 білий пішак · a6 чорна тура · b6 білий пішак | a8 чорний король · c8 білий король · a7 білий пішак · a6 чорна тура · b6 білий пішак | a8 чорний король · c8 білий король · a7 білий пішак · a6 чорна тура · b6 білий пішак | 1 |
|   | a                                                                                    | b                                                                                    | c                                                                                    | d                                                                                    | e                                                                                    | f                                                                                    | g                                                                                    | h                                                                                    |   |

FEN: k1K5/P7/rP6/8/8/8/8/8
1. ...      b7  2. Kxa7  b8Q# 
1. Rxb6 Kc7 2. Rb8  ab8Q#
Перша фаза теми пройшла в ілюзорній грі, а друга в дійсній грі.
Задача на цю ідею опублікована на 9 років раніше від першої публікації З. Зілахі. 

## Циклічна форма
Вираження теми в циклічній формі можливе при наявності в задачі трьох і більше тематичних фаз.
|   | a | b | c | d | e | f | g | h |   |
| 8 | d7 білий пішак · e7 білий пішак · f7 білий пішак · g7 білий пішак · h7 чорний пішак · e6 чорний король · a5 білий король | d7 білий пішак · e7 білий пішак · f7 білий пішак · g7 білий пішак · h7 чорний пішак · e6 чорний король · a5 білий король | d7 білий пішак · e7 білий пішак · f7 білий пішак · g7 білий пішак · h7 чорний пішак · e6 чорний король · a5 білий король | d7 білий пішак · e7 білий пішак · f7 білий пішак · g7 білий пішак · h7 чорний пішак · e6 чорний король · a5 білий король | d7 білий пішак · e7 білий пішак · f7 білий пішак · g7 білий пішак · h7 чорний пішак · e6 чорний король · a5 білий король | d7 білий пішак · e7 білий пішак · f7 білий пішак · g7 білий пішак · h7 чорний пішак · e6 чорний король · a5 білий король | d7 білий пішак · e7 білий пішак · f7 білий пішак · g7 білий пішак · h7 чорний пішак · e6 чорний король · a5 білий король | d7 білий пішак · e7 білий пішак · f7 білий пішак · g7 білий пішак · h7 чорний пішак · e6 чорний король · a5 білий король | 8 |
| 7 | d7 білий пішак · e7 білий пішак · f7 білий пішак · g7 білий пішак · h7 чорний пішак · e6 чорний король · a5 білий король | d7 білий пішак · e7 білий пішак · f7 білий пішак · g7 білий пішак · h7 чорний пішак · e6 чорний король · a5 білий король | d7 білий пішак · e7 білий пішак · f7 білий пішак · g7 білий пішак · h7 чорний пішак · e6 чорний король · a5 білий король | d7 білий пішак · e7 білий пішак · f7 білий пішак · g7 білий пішак · h7 чорний пішак · e6 чорний король · a5 білий король | d7 білий пішак · e7 білий пішак · f7 білий пішак · g7 білий пішак · h7 чорний пішак · e6 чорний король · a5 білий король | d7 білий пішак · e7 білий пішак · f7 білий пішак · g7 білий пішак · h7 чорний пішак · e6 чорний король · a5 білий король | d7 білий пішак · e7 білий пішак · f7 білий пішак · g7 білий пішак · h7 чорний пішак · e6 чорний король · a5 білий король | d7 білий пішак · e7 білий пішак · f7 білий пішак · g7 білий пішак · h7 чорний пішак · e6 чорний король · a5 білий король | 7 |
| 6 | d7 білий пішак · e7 білий пішак · f7 білий пішак · g7 білий пішак · h7 чорний пішак · e6 чорний король · a5 білий король | d7 білий пішак · e7 білий пішак · f7 білий пішак · g7 білий пішак · h7 чорний пішак · e6 чорний король · a5 білий король | d7 білий пішак · e7 білий пішак · f7 білий пішак · g7 білий пішак · h7 чорний пішак · e6 чорний король · a5 білий король | d7 білий пішак · e7 білий пішак · f7 білий пішак · g7 білий пішак · h7 чорний пішак · e6 чорний король · a5 білий король | d7 білий пішак · e7 білий пішак · f7 білий пішак · g7 білий пішак · h7 чорний пішак · e6 чорний король · a5 білий король | d7 білий пішак · e7 білий пішак · f7 білий пішак · g7 білий пішак · h7 чорний пішак · e6 чорний король · a5 білий король | d7 білий пішак · e7 білий пішак · f7 білий пішак · g7 білий пішак · h7 чорний пішак · e6 чорний король · a5 білий король | d7 білий пішак · e7 білий пішак · f7 білий пішак · g7 білий пішак · h7 чорний пішак · e6 чорний король · a5 білий король | 6 |
| 5 | d7 білий пішак · e7 білий пішак · f7 білий пішак · g7 білий пішак · h7 чорний пішак · e6 чорний король · a5 білий король | d7 білий пішак · e7 білий пішак · f7 білий пішак · g7 білий пішак · h7 чорний пішак · e6 чорний король · a5 білий король | d7 білий пішак · e7 білий пішак · f7 білий пішак · g7 білий пішак · h7 чорний пішак · e6 чорний король · a5 білий король | d7 білий пішак · e7 білий пішак · f7 білий пішак · g7 білий пішак · h7 чорний пішак · e6 чорний король · a5 білий король | d7 білий пішак · e7 білий пішак · f7 білий пішак · g7 білий пішак · h7 чорний пішак · e6 чорний король · a5 білий король | d7 білий пішак · e7 білий пішак · f7 білий пішак · g7 білий пішак · h7 чорний пішак · e6 чорний король · a5 білий король | d7 білий пішак · e7 білий пішак · f7 білий пішак · g7 білий пішак · h7 чорний пішак · e6 чорний король · a5 білий король | d7 білий пішак · e7 білий пішак · f7 білий пішак · g7 білий пішак · h7 чорний пішак · e6 чорний король · a5 білий король | 5 |
| 4 | d7 білий пішак · e7 білий пішак · f7 білий пішак · g7 білий пішак · h7 чорний пішак · e6 чорний король · a5 білий король | d7 білий пішак · e7 білий пішак · f7 білий пішак · g7 білий пішак · h7 чорний пішак · e6 чорний король · a5 білий король | d7 білий пішак · e7 білий пішак · f7 білий пішак · g7 білий пішак · h7 чорний пішак · e6 чорний король · a5 білий король | d7 білий пішак · e7 білий пішак · f7 білий пішак · g7 білий пішак · h7 чорний пішак · e6 чорний король · a5 білий король | d7 білий пішак · e7 білий пішак · f7 білий пішак · g7 білий пішак · h7 чорний пішак · e6 чорний король · a5 білий король | d7 білий пішак · e7 білий пішак · f7 білий пішак · g7 білий пішак · h7 чорний пішак · e6 чорний король · a5 білий король | d7 білий пішак · e7 білий пішак · f7 білий пішак · g7 білий пішак · h7 чорний пішак · e6 чорний король · a5 білий король | d7 білий пішак · e7 білий пішак · f7 білий пішак · g7 білий пішак · h7 чорний пішак · e6 чорний король · a5 білий король | 4 |
| 3 | d7 білий пішак · e7 білий пішак · f7 білий пішак · g7 білий пішак · h7 чорний пішак · e6 чорний король · a5 білий король | d7 білий пішак · e7 білий пішак · f7 білий пішак · g7 білий пішак · h7 чорний пішак · e6 чорний король · a5 білий король | d7 білий пішак · e7 білий пішак · f7 білий пішак · g7 білий пішак · h7 чорний пішак · e6 чорний король · a5 білий король | d7 білий пішак · e7 білий пішак · f7 білий пішак · g7 білий пішак · h7 чорний пішак · e6 чорний король · a5 білий король | d7 білий пішак · e7 білий пішак · f7 білий пішак · g7 білий пішак · h7 чорний пішак · e6 чорний король · a5 білий король | d7 білий пішак · e7 білий пішак · f7 білий пішак · g7 білий пішак · h7 чорний пішак · e6 чорний король · a5 білий король | d7 білий пішак · e7 білий пішак · f7 білий пішак · g7 білий пішак · h7 чорний пішак · e6 чорний король · a5 білий король | d7 білий пішак · e7 білий пішак · f7 білий пішак · g7 білий пішак · h7 чорний пішак · e6 чорний король · a5 білий король | 3 |
| 2 | d7 білий пішак · e7 білий пішак · f7 білий пішак · g7 білий пішак · h7 чорний пішак · e6 чорний король · a5 білий король | d7 білий пішак · e7 білий пішак · f7 білий пішак · g7 білий пішак · h7 чорний пішак · e6 чорний король · a5 білий король | d7 білий пішак · e7 білий пішак · f7 білий пішак · g7 білий пішак · h7 чорний пішак · e6 чорний король · a5 білий король | d7 білий пішак · e7 білий пішак · f7 білий пішак · g7 білий пішак · h7 чорний пішак · e6 чорний король · a5 білий король | d7 білий пішак · e7 білий пішак · f7 білий пішак · g7 білий пішак · h7 чорний пішак · e6 чорний король · a5 білий король | d7 білий пішак · e7 білий пішак · f7 білий пішак · g7 білий пішак · h7 чорний пішак · e6 чорний король · a5 білий король | d7 білий пішак · e7 білий пішак · f7 білий пішак · g7 білий пішак · h7 чорний пішак · e6 чорний король · a5 білий король | d7 білий пішак · e7 білий пішак · f7 білий пішак · g7 білий пішак · h7 чорний пішак · e6 чорний король · a5 білий король | 2 |
| 1 | d7 білий пішак · e7 білий пішак · f7 білий пішак · g7 білий пішак · h7 чорний пішак · e6 чорний король · a5 білий король | d7 білий пішак · e7 білий пішак · f7 білий пішак · g7 білий пішак · h7 чорний пішак · e6 чорний король · a5 білий король | d7 білий пішак · e7 білий пішак · f7 білий пішак · g7 білий пішак · h7 чорний пішак · e6 чорний король · a5 білий король | d7 білий пішак · e7 білий пішак · f7 білий пішак · g7 білий пішак · h7 чорний пішак · e6 чорний король · a5 білий король | d7 білий пішак · e7 білий пішак · f7 білий пішак · g7 білий пішак · h7 чорний пішак · e6 чорний король · a5 білий король | d7 білий пішак · e7 білий пішак · f7 білий пішак · g7 білий пішак · h7 чорний пішак · e6 чорний король · a5 білий король | d7 білий пішак · e7 білий пішак · f7 білий пішак · g7 білий пішак · h7 чорний пішак · e6 чорний король · a5 білий король | d7 білий пішак · e7 білий пішак · f7 білий пішак · g7 білий пішак · h7 чорний пішак · e6 чорний король · a5 білий король | 1 |
|   | a | b | c | d | e | f | g | h |   |

FEN: 8/3PPPPp/4k3/K7/8/8/8/8
4 Sol

I    1. Kf6      e8Q     2. Kxg7 f8Q#
II   1. Kxf7(a) g8Q+(A) 2. Kxe7(b) d8Q#(B)
III  1. Kxd7    Kb6     2. Kc8 e8Q#
IV  1. Kxe7(b) d8Q(B) 2. Kxf7(a) g8Q#(A)

В цій задачі виражено тему в циклі в чотирьох фазах, та ще й в мініатюрі й у формі абсолютного таску.